# Kapustin Jar (obec)
Kapustin Jar je sídlo vesnického typu (selo) v Achtubinském rajónu Astrachaňské oblasti Ruska. Je sídlem stejnojmenného vesnického okresu.
Nachází se na severu Achtubinského rajónu poblíž hranice údolní nivy Volha-Achtubinsk.

## Historie
Byla založena roku 1805. Před revolucí měla status slobody (osada).
V prosince 1929 zde vzniklo JZD s názvem Cesta Lenina'' a roku 1933 šest zemědělských kolchozů a jeden rybářský kolchoz. V letech 1944-1956 bylo sídlo centrem rajónu.
Během Velké vlastenecké války bylo Kapustinu povoláno více než 5000 lidí a každý třetí zemřel.
Roku 1959 se stalo sídlem městského typu.
Vznikla zde také raketová zakládá Kapustin Jar.
Roku 2004 bylo změněno na sídlo vesnického typu (selo).